# مهدی قالیبافیان
مهدی قالیبافیان (۱۳۱۴–۱۳۸۶) پدر بتن ایران و استاد برجسته مهندسی راه و ساختمان در دانشکده فنی دانشگاه تهران.

## زندگی
مهدی قالیبافیان در سال ۱۳۱۴ در تبریز متولد شد. پس از کسب رتبه اول در بین تمام فارغ‌التحصیلان دانشکده فنی در سال ۱۳۳۸، در بهمن ماه سال ۱۳۴۰ برای ادامه تحصیل عازم فرانسه گشت. در تیر ماه ۱۳۴۳ ش. از هر دو تز دکترای خود با درجه بسیار ممتاز دفاع نمود و در ۱۴ مرداد ۱۳۴۴ ش. پس از اخذ درجه دکتری خود به ایران بازگشت. از آن پس به تدریس در گروه مهندسی راه و ساختمان در دانشکده فنی دانشگاه تهران پرداخت و از سال ۱۳۴۶ ضمن تدریس، مسئولیت آزمایشگاه مصالح ساختمانی همان دانشکده را به عهده گرفت. او در سال ۱۳۵۰ به دستور اداره سوم ساواک از دانشگاه اخراج شد.
در سال ۱۳۸۰ انستیتو مصالح ساختمانی را در گروه عمران دانشکده فنی تأسیس نمود. وی هم‌زمان به آموزش مهندسان شاغل نیز می‌پرداخت.  مهدی قالیبافیان در روز سه‌شنبه ۲۲ خرداد ۱۳۸۶ در تهران درگذشت.

## آثار و فعالیت‌های علمی
مهدی قالیبافیان در طی چند دهه در تدوین استانداردها و آئین‌نامه‌های ملی ایران مشارکتی مؤثر داشت. مشارکت در تدوین ۱۳ استاندارد ملی در مؤسسه استاندارد و تحقیقات صنعتی، ۱۹ نشریه از نشریات فنی سازمان مدیریت و برنامه‌ریزی کشور از جمله آئین‌نامه بتن ایران (آبا)، ۱۰ مبحث از مباحث مقررات ملی ساختمان و استاندارد مهارت و یک جزوه آموزشی در چارچوب صندوق کارآموزی و آئین‌نامه طرح و محاسبه پل‌ها در برابر زلزله و ۵ نشریه در مرکز تحقیقات ساختمان و مسکن و آئین‌نامه ۲۸۰۰ طراحی ساختمان در برابر زلزله و ده‌ها طرح و پژوهش و مقاله علمی و فنی از جمله فعالیت‌های دیگر او بوده‌است.
تألیف و ترجمه ۱۸ جلد کتاب و نشریه به زبان فارسی، ۲ کتاب به زبان فرانسه، ۸ جزوه درسی و تألیف بیش از ۸۰ مقاله به زبان‌های فارسی، انگلیسی و فرانسه در کارنامه علمی او ثبت شده‌است. علاوه بر این سخنرانی‌های بسیاری در سمینارهای علمی ارائه کرده‌است.
مهدی قالیبافیان همکاری سازنده و مؤثری با انجمن‌های علمی و مهندسی داخل و خارج از ایران داشت و در تأسیس بسیاری از آنها عضو هیئت مؤسس بود، که از آن جمله است: انجمن مهندسان محاسب ساختمان (۱۳۴۸)، انجمن مهندسان ژئو تکنیک ایران، انجمن مکانیک خاک و مهندسی پی ایران (۱۳۵۱)، کانون مهندسین فارغ‌التحصیل دانشکده فنی دانشگاه تهران و انجمن بتن ایران (۱۳۷۹). در تشکل‌های دیگری نیز بعنوان عضو فعال شرکت داشته‌است، مانند: کمیته بین الملی بتن CEB سابق و فدراسیون بین‌المللی بتن FIB فعلی (از سال ۱۹۶۳)، کانون مهندسین ایران، جامعه مهندسان مشاور ایران و رئیس جامعه درسالهای ۱۳۵۸ و ۱۳۵۹، کمیته ملی سدهای بزرگ ایران، انجمن بین‌الملی مهندسی پل و سازه IBSE از سال ۱۹۹۲ و عضویت در نظام مهندسی ساختمان و تأسیسات (از بدو تأسیس) و سازمان نظام مهندسی ساختمان استان تهران (از بدو تأسیس) و عضویت در اولین دوره شورای مرکزی سازمان نظام مهندسی ساختمان کشور، انجمن مهندسان راه و ساختمان ایران و انجمن مدیران فنی و حرفه‌ای.

## جوایز و مدارج
در سال ۱۳۸۴ کانون مهندسین فارغ‌التحصیل دانشکده فنی دانشگاه تهران وی را به عنوان مهندس برجسته معرفی نمود.